# Günter Nebelung
Günter Nebelung (* 7. April 1906 in Stettin; † 22. Februar 1999 in Bergisch Gladbach) war ein deutscher Jurist, Oberregierungsrat und unter anderem geschäftsführendes Präsidialmitglied des Gesamtverbandes der Versicherungswirtschaft.

## Leben
Günter Nebelung, Sohn von Erna Nebelung, geborene Hellwich, und Max Nebelung, besuchte Schulen in Beuthen und Breslau, wo er das Abitur ablegte. Er  studierte an der Schlesischen Friedrich-Wilhelms-Universität Rechtswissenschaft und wurde 1925 Mitglied des Corps Silesia.
Nach Abschluss des Studiums wurde er 1931 in Breslau zum Dr. iur. promoviert. 1938 wurde er Syndikus der Schlesischen Provinzial-Feuersozietät in Breslau. Im November 1939 wurde er Reichskommissar für die Preisbildung, aber bald darauf zum Militär eingezogen.
Nach Ende des Zweiten Weltkriegs wurde Nebelung Direktor der Braunschweigischen Landes-Brandversicherungsanstalt. Ab 1952 war er bis zur Pensionierung 1971 Direktor des  Gesamtverbandes der Deutschen Versicherungswirtschaft in Köln sowie von 1951 bis 1971 geschäftsführendes Mitglied des Präsidiums des Gesamtverbandes der Versicherungswirtschaft.
Günter Nebelung wohnte zuletzt in Bergisch Gladbach. Er war seit 1938 mit Käte Nebelung, geborene Bäumler, verheiratet und hatte vier Kinder.

## Ehrungen
- Bundesverdienstkreuz 1. Klasse (9. April 1973)[3]